# Wolverine (jeu vidéo)
Pour les articles homonymes, voir Wolverine (homonymie).
Wolverine  est un jeu vidéo d'action développé par  Software Creations et édité par LJN sorti en 1991 sur NES.

## Accueil
- AllGame : 2,5/5[1]